# Бердянский завод резинотехнических изделий
ЧАО Бердянский завод резинотехнических изделий (БеРТИ) (укр. Бердянський завод гумовотехнічних виробів) — украинский завод располагающийся в городе Бердянск Запорожской области. Занимается изготовлением резинотехнических изделий предприятий различных отраслей. Крупнейший на Украине производитель резинотехнических изделий. Входит в десятку крупнейших предприятий по отчислению налогов в бюджет Бердянска.
Председатель правления — Александр Сергеевич Савченко. Уставной капитал — 539 тысяч гривен.
Адрес: Бердянск, ул. Франко 2 / ул. Новороссийская, 40.

## История
До начала Великой Отечественной войны в Бердянске функционировал Осипенковский райпромкомбинат. Во время войны он прекратил свою работу вплоть до освобождения Украины от немецких войск в ноябре 1943 года. Завод подчинялся отделу местной промышленности Запорожского облместпрома. Реконструкцией завода с увеличением его мощностей занимался Григорий Лесничий.
В августе 1963 года Бердянский горпромкомбинат был переименован в завод резиноизделий, который стал подчинятся Запорожскому тресту культбыттоваров Приднепровского совнархоза. Тогда же в состав завода вошла кроватная фабрика (ранее именовавшаяся артелем инвалидов им. Кирова). Спустя три года кроватный цех № 2 был выведен из состава завода и передан в подчинение Запорожского областного отдела местной промышленности Запорожского облисполкома. В 1968 году на базе данного цеха был создан завод «Резинобыт».
Официальной датой основания современного завода БеРТИ считается 1965 года, когда завод перешёл подчинение Главного управления нефтеперерабатывающей и нефтехимической промышленности при Совете министров УССР. В феврале 1988 года завод стал частью научно-производственного объединения «Эластик».
В советское время заводом РТИ руководил А. Л. Адопин
В феврале 1994 года на основе завода было создано закрытое акционерное общество «Апогей». 28 ноября 1996 года в результате слияния ЗАО «Апогей» и ООО «Экос» совет акционеров основал ЗАО «Берти». С середины 2000-х годов завод получает сырьё у шинного завода «Валса» (г. Белая Церковь). Во время мирового экономического кризиса 2008 года предприятие временно перешло на сокращённую рабочую неделю. 18 марта 2011 года предприятие было перерегистрировано в приватное акционерное общество «Берти».
В 2017 году ЧАО БеРТИ стал спонсором местной футбольной команды «Молния».
Председателем правления является Александр Сергеевич Савченко. С 1996 года глава наблюдательного совета — Сергей Иванович Савченко. Ранее заводом руководили Анатолий Степанович Шепель и Николай Васильевич Бандуркин.

## Продукция
Специализацией завода является изготовление резиновых технических изделий для металлургической, угольной, химической, коксохимической, горнорудной и нерудной промышленности, сельского хозяйства, машиностроении и других отраслей. Завод БеРТИ имеет полный цикл производства, который начинается с участка изготовления резиновых смесей и заканчивается специализированной производственной лабораторией. Специальное оборудование из Германии и Китая позволяет производить до 10 тысяч квадратных метров конвейерной ленты в месяц.
Продукция завода экспортируется в такие страны как Белоруссия, Польша, Казахстан, Грузия, Эстония, Латвия и Молдова.
Среди товаров производимых Бердянским РТИ есть:
- Конвейерные ленты и резиновые ремни
- Резиновые прокладки нашпальные и подрельсовые
- Люки и крышки для смотровых колодцев
- Технические пластины
- Резиновые смеси

## Награды
- Победитель национального бизнес-рейтинга Торгово-промышленной палаты Украины в разделе «Лидер отрасли» (2005)[18]
- Лучший работодатель Бердянска (2010)[19]
- Лучшее предприятие для трудоустройства (2013, 2017, 2018)[20][21][22]
- Диплом за весомый вклад в социально-экономическое развитие Бердянска (2017)[23]